# گاگیک آبراهامیان
گاگیک آرشاویری آبراهامیان (ارمنی: Գագիկ Արշավիրի Աբրահամյան؛ زادهٔ ۲۰ ژانویهٔ ۱۹۵۶) یک سیاستمدار و کارآفرین اهل ارمنستان است که از تاریخ ۱۹۹۵ تا تاریخ سمت ۱۹۹۹ نمایندگی دوره اول و از تاریخ ۲۰۰۷ تا تاریخ ۲۰۱۲ سمت نمایندگی دوره چهارم مجلس ملی جمهوری ارمنستان را برعهده داشت. وی پیشتر نمایندگی دوره اول شورای عالی جمهوری ارمنستان را نیز برعهده داشت

## زندگی‌نامه
در ۲۰ ژانویهٔ ۱۹۵۶ در مالیشکا به دنیا آمد و از دانشگاه ملی پلی‌تکنیک ارمنستان (۱۹۷۷) فارغ‌التحصیل شد. وی برادر آرا آبراهامیان می‌باشد. وی همچنین برنده نشان دوستی شده است.